# Iglesia de la Santísima Trinidad (Canfranc)
La iglesia de la Santísima Trinidad es una antigua iglesia, ahora en ruinas, situada en el municipio aragonés de Canfranc (España), dedicada a la Santísima Trinidad. Se encuentra en la salida hacia Jaca de la localidad. Se trata de un templo de estilo renacentista, construido en el siglo XVI. La fundación fue obra de Blasco de Les, rico comerciante local. La fundación incluía la iglesia, hospital para pobres y peregrinos, un Monte Pío de trigo y cebada, y una casa para ocho beneficiados eclesiásticos. Sus obras empezaron en 1556, y el 10 de enero de 1571, el papa Pío V emitió un Breve por el que se aprobaba su fundación. En 1575 moría Blasco de Les, antes de finalizar las obras.
El complejo empezó su decadencia con la Guerra de Sucesión, cuando fue gravemente dañada por el asedio austracista a Canfranc en octubre de 1706, debido a la crisis económica que esta le produjo solo quedaron el presidente del capítulo y dos beneficiados. A comienzos del siglo XIX desapareció la fundación y se abandonó el edificio con fines religiosos. Ya en el siglo XIX fue usado como cuartel para unos 30 soldados en la Primera Guerra Carlista. Actualmente se encuentra en ruinas y solo se conservan restos de la iglesia, que fue restaurada por el Gobierno de Aragón entre 2001 y 2004, cuyas obras contaron con un presupuesto de 12 370 euros.
El complejo se encuentra en el lugar de paso para los peregrinos que toman el Camino de Santiago aragonés. Se trata de uno de los bienes asociados al Camino de Santiago que España mandó a la Unesco en su dosier «Inventario Retrospectivo - Elementos Asociados» (Retrospective Inventory - Associated Components).

## Estructura
Se trata de un templo de una sola nave de planta rectangular y con cabecera cuadrada, junto a la que se halla la sacristía, de planta cuadrada. Ya no se conserva el techo del edificio. Como ventanas cuenta con una ventana con arco de medio punto, un óculo y otra ventana rectangular en la cabecera, aunque se encuentra cegada. Se conservan molduras góticas en el ábside y en la cabecera los arranques de bóveda sobre ménsulas.
Adosada al lado oriental del edificio y de planta cuadrada es la torre campanario, que cuenta con dos ventanas con arco de medio punto y cuyo techo, a dos aguas, fue destruido en 1944 en el incendio que afectó a la localidad. La puerta del campanario es renacentista y cuenta con decoración vegetal, cabezas de ángeles y medallones en las enjutas de los arcos.
Cuenta con una portada con arco de medio punto que da al sur.
El templo contaba con retablos, un órgano y una capilla bajo la torre, que sirvió de lugar de enterramiento a los Blasco, con una sepultura yacente construida en 1610. Blasco de Les contrató al escultor Juan de Flandes y al pintor y dorador Pedro Sant Pelay.